# Ферруччо Темпесті
Ферруччо Темпесті (італ. Ferruccio Tempesti, 12 січня 1912, Піза - 11 лютого 1943, Львів) - італійський військовик, учасник Другої світової війни

## Біографія
Ферруччо Темпесті народився 12 січня 1912 року в Пізі.
Після закінчення курсів унтер-офіцерів в Модені був призначений у II полк альпійської артилерії «Трідентіна» італ. II Reggimento «Tridentina». В 1930 році отримав звання сержанта, у 1932 році - старшого сержанта.
У 1940 році брав участь у бойових діях в Албанії. Повернувся до Італії у 1941 році. 15 липня отримав звання фельдфебеля.
У липні 1942 року був призначений у II полк польової артилерії «Віченца» (італ. 2º Reggimento artiglieria terrestre «Vicenza»).
Брав участь в бойових діях на Східному фронті. 26 січня 1943 року був поранений поблизу Арнаутового.
11 лютого того ж року від отриманих поранень помер у Львові.
у 1952 році посмертно нагороджений Золотою медаллю «За військову доблесть». 

## Нагороди
- Золота медаль «За військову доблесть» (1952)

## Вшанування
На честь Ферруччо Темпесті названа одна з вулиць Пізи. 